# Ferdinand Gautier
Ferdinand Gautier, né le 2 septembre 1839 et mort le 20 janvier 1909, est un ingénieur civil des mines français.
Il a été secrétaire général du Comité des forges en 1874, et est principalement connu comme l'auteur du livre Chili et Bolivie,.
Il est le petit-fils de Yves Le Coat de Saint-Haouen, et l'arrière petit-fils de Jacques-Yves Le Coat de Saint-Haouen.

## Biographie
Il est issu de l'école des mines de Paris, dont il sort diplômé en 1863. Après avoir travaillé pour la compagnie des forges de Terrenoire, il fut secrétaire général du Comité des forges de France à Paris en 1874. 
Il partit ensuite pour le pays de Galles et y exporta la technique métallurgique du ferro-manganèse, inconnue jusqu'alors en Angleterre. À l'occasion de ses recherches sur le manganèse, le silicium et le chrome, il fit de fréquents voyages en Russie, Suède, Angleterre et Allemagne ou il eut notamment l'opportunité de visiter l'usine Krupp. Il publia sur ce sujet un ouvrage chez l'imprimerie de Théolier en 1889 intitulé Les Alliages ferro-métalliques, leur fabrication, leurs propriétés, leurs emplois. 
Vivant au 3 rue Legendre à Paris, il part en 1891 pour le Brésil, ou il dirige la Compagnie industrielle de Rio de Janeiro, puis à Esperança, les hauts fourneaux de la Compania Forjas e Estaleiras. Il y écrit pour des revues spécialisées dans la métallurgie. En 1894, il partit pour la Bolivie et le Chili, et écrivit un ouvrage, Chili et Bolivie paru en 1906 sur l'histoire, le développement industriel, la géologie et l'économie de ces pays. 
Avec l'aide de son fils, il fit de nombreuses expériences de l'usage du Pyritic smelting inventé par l'Anglais M.W.L. Austin, dans les villages de Potossi et de Poopó à plus de 4 000 mètres d'altitude, faisant appel à de la main d'œuvre indigène. Il obtint grâce à ces expériences un privilège exclusif d'exploitation de la part du gouvernement Bolivien. Après être passé par les États-Unis, le Canada et la Terre-Neuve, lui et son fils rentrèrent en France, puis il partit pour la Russie, ou, dans le Caucase, aux mines de cuivre d'Allah-Verdi, il mit en marche le procédé qu'il avait expérimenté en Amérique du sud en 1898. 
Après être reparti une seconde fois au Brésil pour un voyage d'étude, il fut contraint par sa santé de gagner l'Algérie pour s'y reposer en 1900. C'est là qu'il finit de rédiger son livre sur le Chili et la Bolivie. Il meurt en 1909 à Constantine.

## Œuvres
- 1876 : Revue de la métallurgie en 1875
- 1880 : De la déphosphoration
- 1880 : Comité des forges de France. Rapport au secrétaire sur l'exposition de Dusseldorf et l'industrie du fer et de l'acier dans les provinces rhénanes
- 1887 : Le Silicium et la fonte de moulage
- 1889 : Forgeage comparé au marteau-pilon et à la presse
- 1898 : Réactions chimiques des procédés les plus nouveaux de traitement des minéraux d'or
- 1889 : Les Alliages ferro-métalliques, leur fabrication, leurs propriétés, leurs emplois
- 1902 : Introduction à l'étude des roches au moyen du microscope
- 1902 : Des Petites quantités d'or et d'argent qui se trouvent dans l'eau de la mer et dans certaines roches
- 1902 : Du Rôle respectif de la géologie, de la minéralogie et de la métallurgie dans l'étude des mines
- 1905 : L'Or, l'argent et le cuivre dans le désert d'Atacama Chili
- 1906 : Chili Et Bolivie : Étude Économique et Minière